# Barbara Buš
Barbara Buš (engl. Barbara Bush; Njujork, 8. jun 1925 — Hjuston, 17. april 2018) bila je supruga Džordža H. V. Buša. On je bio 41. predsednik SAD (1989—1993), kada je Barbara bila prva dama.

## Brak sa Džordžem H. V. Bušem
Barbara je upoznala Džordža na Filipsovoj akademiji (engl. Phillips Academy).
Džordž i Barbara imaju šestero dece: Džordža V. Buša, Paulinu Robinson Buš (umrla od leukemije 1953. godine), Džona Elisa Buša, Neijl Malon Buš, Marvina Pirsa Buša i Doroti Buš Koč. Od svojih petero žive dece imaju 21 unuče i 2 praunučeta.